# Гірківська сільська рада (Новоград-Волинський район)
Гірківська сільська рада (Гурківська сільська рада, деколи — Гурська сільська рада) — колишня адміністративно-територіальна одиниця та орган місцевого самоврядування у Ярунському (Пищівському) і Новоград-Волинському районах Волинської округи, Київської та Житомирської областей УРСР з адміністративним центром у селі Гірки.

## Населені пункти
Сільській раді на момент ліквідації були підпорядковані населені пункти:
- с. Гірки
- с. Кудиновичі

## Населення
Кількість населення ради, станом на 1923 рік, становила 1 195 осіб, кількість дворів — 195.

## Історія та адміністративний устрій
Створена в 1923 році в складі сіл Гурки, Кудиновичі, хутора Бовсуни та колонії Гурки Жолобенської волості Новоград-Волинського повіту Волинської губернії. 7 березня 1923 року увійшла до складу новоствореного Пищівського (згодом — Ярунський) району Житомирської (згодом — Волинська) округи. Станом на 7 лютого 1928 року х. Бовсуни та кол. Гурки не перебувають на обліку населених пунктів.
Станом на 1 вересня 1946 року Гурківська сільська рада входила до складу Ярунського району Житомирської області, на обліку в раді перебувало с. Гірки.
4 червня 1958 року, відповідно до указу Президії Верховної ради УРСР «Про утворення Новоград-Волинського району Житомирської області», внаслідок ліквідації Ярунського району сільську раду було включено до складу відновленого Новоград-Волинського району.
Ліквідована 5 березня 1959 року, відповідно до рішення Житомирського облвиконкому № 161 «Про ліквідацію та зміну адміністративно-територіального поділу окремих сільських рад області», внаслідок укрупнення колгоспів. Територію та населені пункти приєднано до складу Ярунської сільської ради Новоград-Волинського району Житомирської області.